# 奇斯蒂盧基
51°42′6″N 30°50′14″E / 51.70167°N 30.83722°E
奇斯蒂卢基（烏克蘭語：Чисті Луки），2024年9月前名为奇斯蒂盧日（烏克蘭語：Чисті Лужі），是烏克蘭的村落，位於該國北部切爾尼戈夫州，由切爾尼戈夫區柳别奇市镇負責管轄，始建於1686年，面積0.2平方公里，海拔高度150米，2001年人口59，人口密度每平方公里295人。
2024年9月19日，乌克兰最高拉达将此村的名字改为奇斯蒂卢基。